# Die Augen des Urwaldes
Die Augen des Urwaldes ist ein US-amerikanischer Stummfilmwestern aus dem Jahr 1923 von Lambert Hillyer mit Tom Mix und Pauline Starke in den Hauptrollen. Der Film wurde von der Fox Film Corporation produziert.

## Handlung

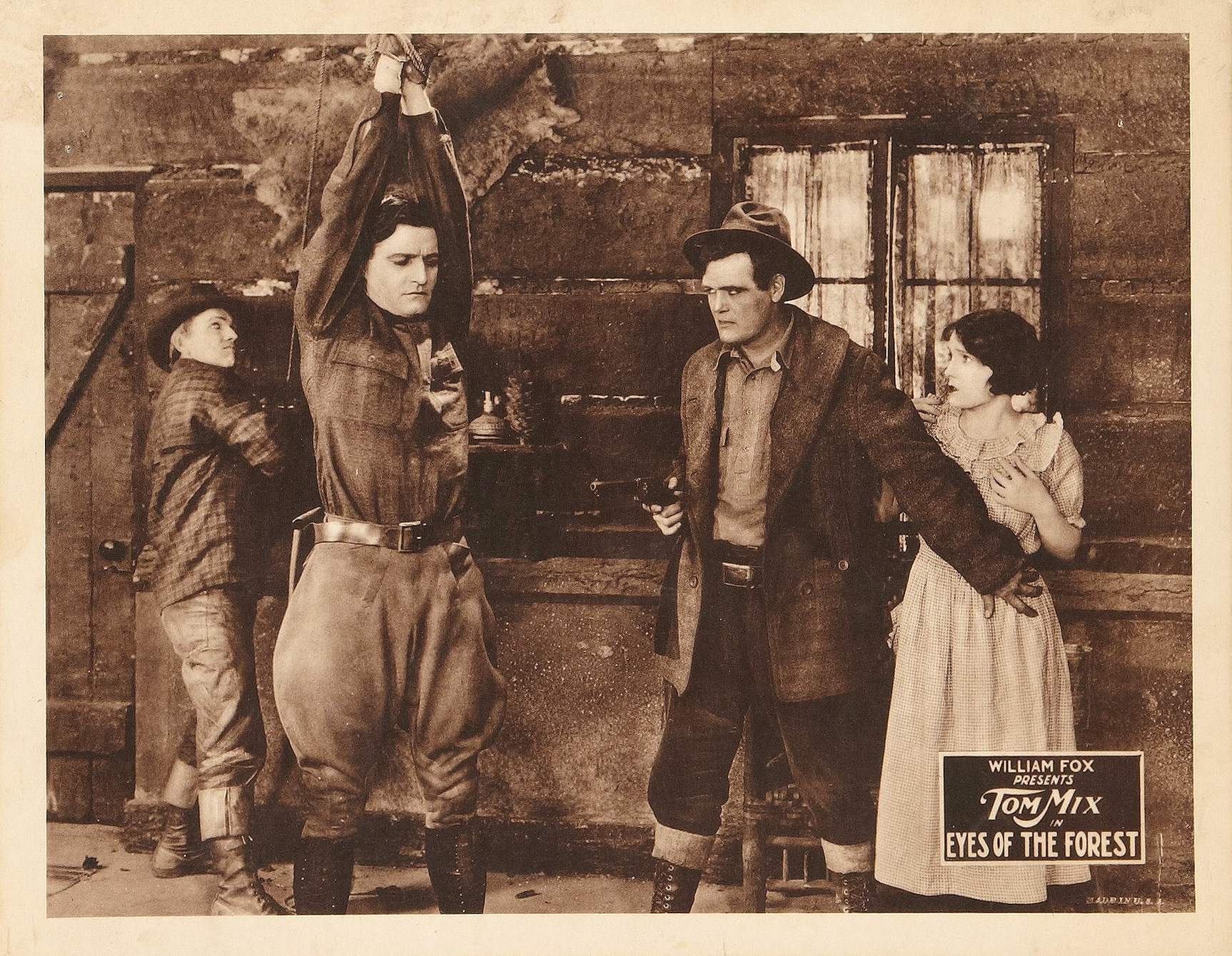
Aushangfoto mit Edwin Wallock, Tom Mix, Sid Jordan und Pauline Starke (v. l. n. r.)

Der Ranger Bruce Thornton wird während einer Patrouille in seinem Flugzeug von Holzdieben zur Landung gezwungen. Er findet Ruth Melier, die sich im Wald vor ihrem Ehemann Horgan versteckt. Da sie verdächtigt wird, ihren Stiefvater getötet zu haben, nimmt er sie fest. Nach einer Reihe von Konfrontationen wird Horgan durch Thorntons Bemühungen des Mordes überführt. Thornton verhaftet die Holzdiebe und gewinnt die Zuneigung von Ruth.

## Hintergrund
In einem Zeitungsartikel vom 26. September 1923 wurde berichtet, dass Regisseur Lambert Hillyer in der Woche zuvor verschwunden war, nachdem er eine kombinierte Urlaubs- und Geschäftsreise in eine Bergregion Kaliforniens unternommen hatte. Die Verantwortlichen bei Fox Film waren besonders besorgt, da Hillyer mit der Arbeit an Die Augen des Urwaldes beginnen sollte. Zehn Tage später zeigte eine veröffentlichte Produktionstabelle, dass Hillyer zurückgekehrt war und bereits zwei Wochen der Hauptdreharbeiten in den Fox-Studios in Hollywood hinter sich hatte.
Laut einer Meldung vom 12. Januar 1924 wurde Tom Mix am Set durch die vorzeitige Explosion einer Dynamitladung verletzt. Die Produktion wurde unterbrochen, bis sich der Schauspieler ausreichend erholt hatte. Laut Produktionstabellen vom 3. November 1923 und 10. November 1923 dauerte die Produktion sechs Wochen.

## Veröffentlichung
Die Premiere des Films fand am 30. Dezember 1923 statt. 1925 kam er in Österreich in die Kinos.

## Kritiken
George T. Pardy beschrieb den Film in der Exhibitors Trade Review als vollgepackt mit spannenden Details. Hervorgehoben wurde die dynamische Darstellung von Tom Mix, die bezaubernde Pauline Starke, Sid Jordan als ruppig und abstoßender Bösewicht sowie die ausgewogene Unterstützung der übrigen Besetzung. Die Naturaufnahmen bezeichnete Pardy als beeindruckend.